# Russische Lackkunst

Die vier Zentren der russischen Lackminiaturen: Lackminiaturen aus Fedoskino (1795), Palech (1924), Mstjora (1932), Cholui (1934)

Die Russische Lackkunst entwickelte sich aus der Ikonenmalerei, die mit dem Ende des Russischen Reiches, nach der Oktoberrevolution 1917 auf Druck der neuen kommunistischen Herrscher eingestellt werden musste. Die Ikonenmaler, die vorher die Kirchen und die Häuser der Bevölkerung mit Ikonen versorgt hatten, benötigten für ihren Broterwerb eine andere Arbeit. So entwickelte sich die Handwerkskunst dekorative Schachteln aus Pappmaché herzustellen, zu lackieren und mit kunstvollen Miniaturbildern zu bemalen. Die Bildmotive waren oft Szenen aus russischen Volksmärchen.
Im 18. Jahrhundert entstanden in Russland Handwerksbetriebe, die sich auf Inneneinrichtungen für den russischen Zarenhof im „chinesischen Stil“ spezialisiert hatten.
Ende des 18./Anfang des 19. Jahrhunderts wurde das Tabakschnupfen (Schnupftabak) zur Mode in Russland. Die Nachfrage nach lackierten Tabakdosen aus Pappmaché stieg und so entstanden in den Gouvernements Moskau und Sankt Petersburg zahlreiche Werkstätten und Kleinbetriebe, in denen diese Lackerzeugnisse hergestellt wurden. Der 1795 in Fedoskino gegründete Betrieb von Pjotr Korobow wurde der führende Betrieb dieser Art in Russland.

## Frühe Anfänge
Dank der Handelskontakte mit China, tauchten in Russland lackierte Holztabletts, Schirme, Fächer und ähnlich Gebrauchsgegenstände aus China auf. Bereits unter Alexei I. (* 1629; † 1676) wurden bereits einige Räume des Kolomenskojer Palastes  bei Moskau im „chinesischen Stil“ ausgestaltet.
Seit der Zeit Peter des Großen zeigte man in Russland großes Interesse für künstlerische Lackarbeiten. Einer der Räume von Peter I. im Peterhof, im Lustschloss Monplaisir, wurde 1721 mit 94 Lack-Wandtafeln dekoriert. Diese wurden von den russischen Malern Iwan Tichonow (russ. Иван Тихонов) und Perfili Fedorow (russ. Перфили Федоров) im „chinesischen Stil“ gemalt. Die Malarbeiten erfolgten unter Anleitung des holländischen Malers Hendrik van Bronkhorst, der bis 1744 in Russland arbeitete.
Bei seiner Reise durch Holland hatte Peter große europäische Manufakturen besucht. Er kauft unter anderem eine Anzahl Möbelstücke mit Lackmalereien und lud ausländische Lackmaler nach Russland ein. Auch sandte Peter russische Malschüler zur Ausbildung ins Ausland. Nach der Gründung der Russischen Kunstakademie in Sankt Petersburg 1757, wurden in ihren Klassen Künstler in der Lackkunst unterrichtet.
Zur Zeit Peter des Großen gab es einen „Lack-Hof“ (russ. Лакирный двор), der im sogenannten Italienischen Haus (russ. Итальянский дворец, gegenüber der Italienischen Brücke) von Katharina I. am Ufer des Fontanka-Flusses lag. Dort befanden sich Werkstätten und Lager. 1761 dekorierte Fedor Wlasow (russ. Фёдор Власов) den Palast von Peter II. in Oranienbaum (Schloss Oranienbaum, russ. Дворец Ораниенбаум) – heute Lomonossow, mit einmaligen Lackmalereien.
Allmählich entstanden viele Werkstätten in Russland, insbesondere um Sankt Petersburg und Moskau, in denen Lackmalereien und Lackarbeiten ausgeführt wurden.

## Die vier Zentren der russischen Lackkunst
Hauptartikel: Lackminiaturen aus Fedoskino, Lackminiaturen aus Cholui, Lackminiaturen aus Mstjora und Lackminiaturen aus Palech
Das Dorf Fedoskino (russ. Федоскино) unweit von Moskau, am Ufer des Flusses Utscha, ist das älteste dieser vier Kunstzentren der russischen Miniatur-Lackmalerei auf Pappmaché, die dort seit 1795 gepflegt wurde. Von den anderen drei Orten steht Feodoskino abseits. Auch werden dort im Unterschied zu den anderen drei Orten Ölfarben verwendet und nicht Eitempera. Der Malstil in Fedoskino ist in Komposition und Details größtenteils realistisch, ließ den Malern aber freie Hand bei der impressionistischen Interpretation.
Die anderen drei Zentren der russischen Lackkunst waren:
- Palech (russ. Палех)
- Cholui (russ. Холуй)
- Mstjora (russ. Мстёра)

Die Lackmaler von Palech, Cholui und Mstjora verwendeten weiterhin Eitempera-Farben, mit filigranen Blattgold-Einlagen. Alle drei Orte lagen im Fürstentum Wladimir-Susdal in Zentralrussland. Sie sind tief in der Tradition der Ikonenmalerei des 17. bis 19. Jahrhunderts verwurzelt, die durch die Oktoberrevolution ihr jähes Ende fand. Erst im 21. Jahrhundert wird die Tradition der russischen Ikonenmalerei wiederbelebt.
Die Lackminiaturen aus Palech waren eine Tradition der schon lange bestehenden Ikonenmalkunst in Palech.
Als echt gelten heute nur diejenigen russischen Lackminiaturen, die die Signatur eines anerkannten russischen Miniaturmalers aus einem der vier Orte tragen. Jeder dieser vier Orte hat seinen eigenen Malstil. Die Schatullen mit den Lackminiaturen haben je nach Reputation des Künstlers einen Wert von 20 bis 4000 Euro.

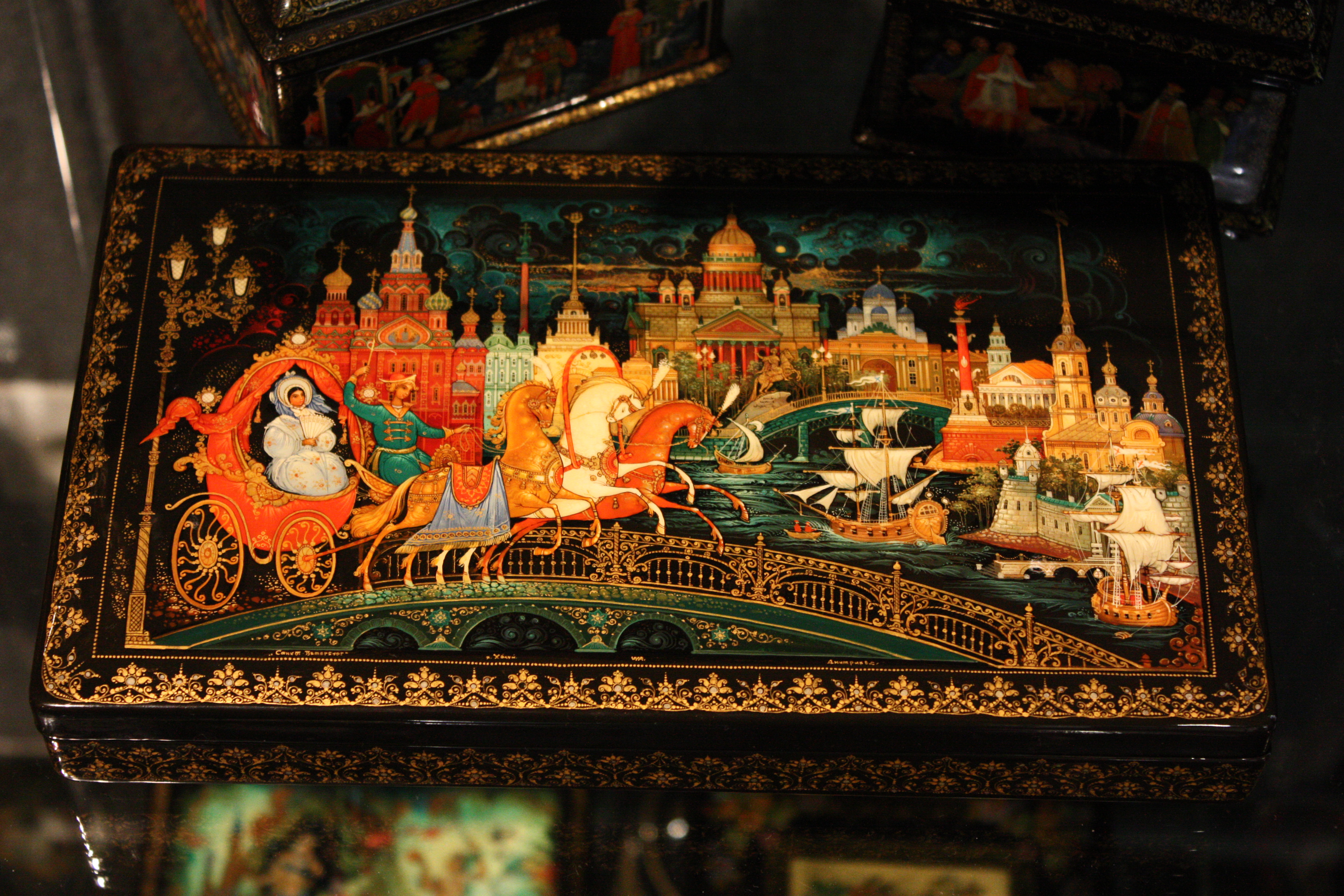
Fedoskino-Stil
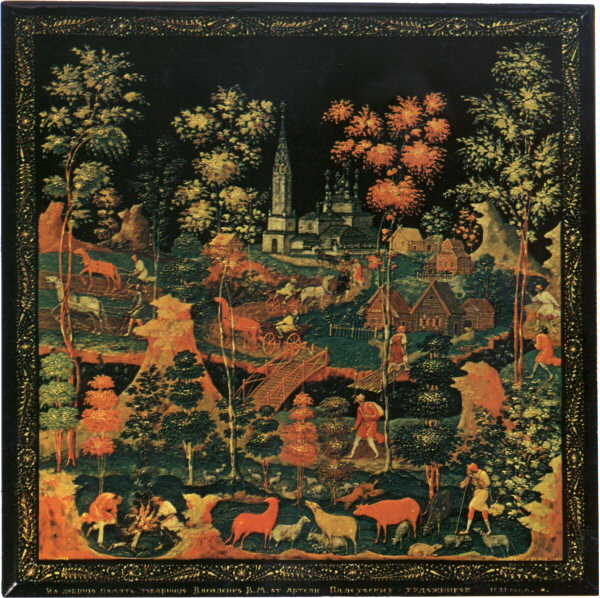
Palech-Stil
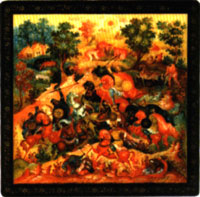
Mstjora-Stil
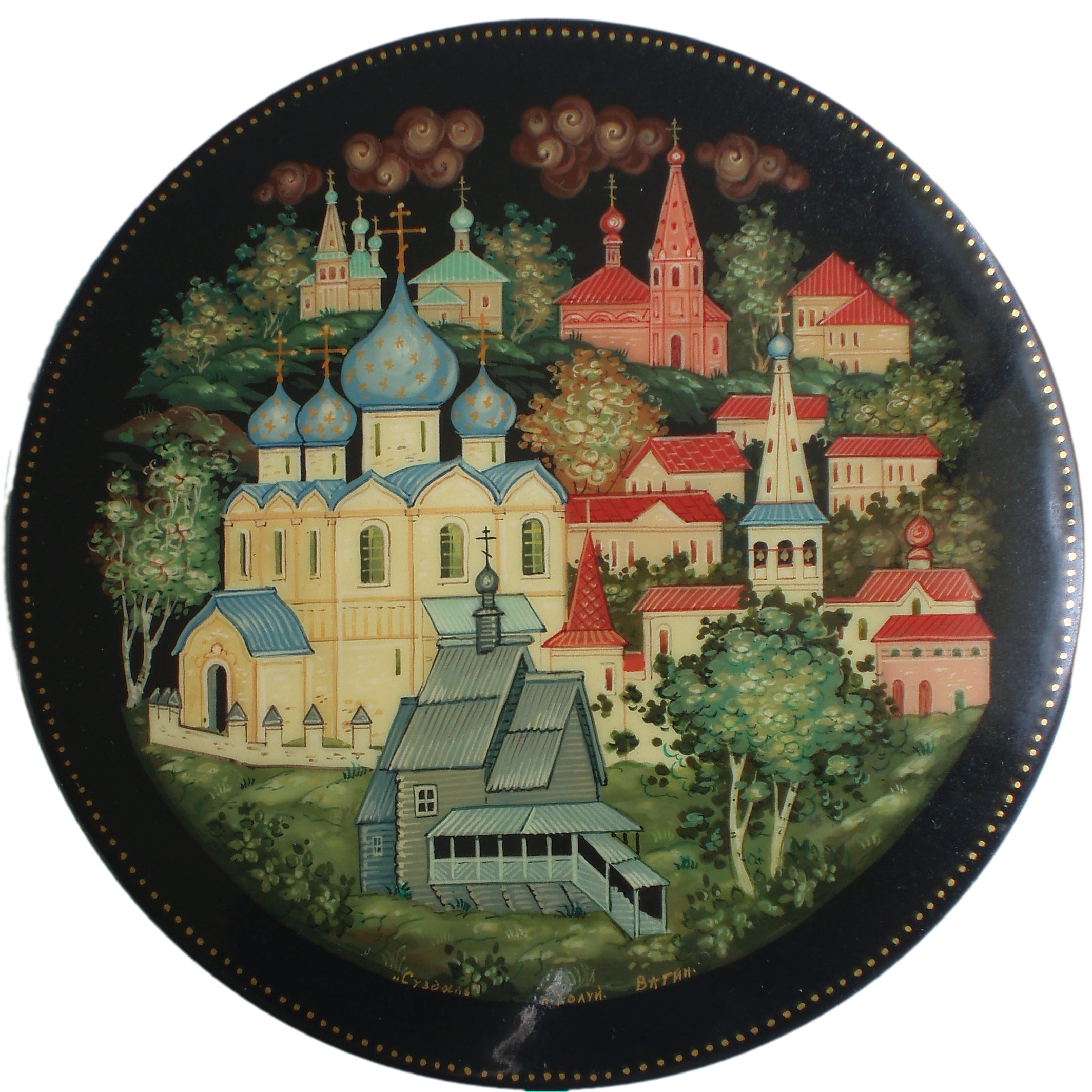
Cholui-Stil

## Lackmalerei auf Metall
Einen anderen Weg schlug Filipp Wischnjakow ein, der in seinem Betrieb anfangs auch Lackminiaturen herstellte, sich dann aber bald auf das Bemalen von Metalltabletts mit Lackbildern spezialisierte.